# Križana ljubimca
Križana ljubimca (japonsko 近松物語, Hepburn Chikamatsu Monogatari) je japonski črno-beli dramski film iz leta 1954, ki ga je režiral Kendži Mizoguči po scenariju Jošikate Jode in Macutara Kavagučija. Temelji na gledališki igri Daikyōji Mukashi Goyomi Čikamacuja Monzaemona iz leta 1715. V glavnih vlogah nastopajo Kazuo Hasegava, Kjoko Kagava, Joko Minamida in Eitaro Šindo. Zgodba prikazuje bogatega tiskarja Išuna (Šindo), ki zmotno obtoži svojo ženo Osan (Kagava) in najboljšega služabnika Moheia (Hasegava) ljubezenske afere, zaradi česar sta prisiljena zbežati. 
Film je bil premierno prikazan 23. novembra 1954. Na Filmskem festivalu v Cannesu leta 1955 je bil nominiran za zlato palmo. Skupaj s filmi Življenje kurtizane Oharu, Legenda o Ugetsu in Oskrbnik Sanšo iz Mizogučijevega poznejšega obdobja je pritegnil pozornost tudi izven Japonske. Direktor fotografije Kazuo Mijagava, ki je posnel tudi filme Rašomon, Plavajoče trave, Tokijska olimpijada, je uporabil sekvenčno fotografijo za prikaz estetike, ki spominja na japonske lesoreze in slike na zvitkih.

## Vloge
- Kazuo Hasegava kot Mohei
- Kjoko Kagava kot Osan
- Eitaro Šindo kot Išun
- Eitaro Ozava kot Sukejemon
- Joko Minamida kot Otama
- Haruo Tanaka kot Gifuja Doki
- Čieko Naniva kot Oko
- Ičiro Sugai kot Genbei
- Tacuja Išiguro kot Isan
- Hiroši Mizuno kot Kuroki
- Hisao Toake kot Morinokodži
- Ikkei Tamaki kot Džuširo Umegaki
- Kimiko Tačibana kot Umetacu Akamacu
- Keiko Kojanagi kot Okaja
- Sajako Nakagami kot Osono